# Гурине (Камењар)
Гурине (Камењар) су археолошко налазиште које се налази у месту Горњи Обилић, општина Србица, где су откривени остаци некрополе из атничког периода.
Откривени су остаци римске надгробне стеле од белог ситнозрног мермера, са орнаментом у облику кантароса са виновом лозом. Поље са натписом је оштећено. Уочени су и остаци зидова за које се претпоставља да су припадали гробници, као и остаци римске опеке.